# Liste des planètes mineures non numérotées découvertes en décembre 2012
Pour un article plus général, voir Liste des planètes mineures non numérotées découvertes en 2012.
Pour un article plus général, voir Liste des planètes mineures.
Cet article dresse la liste des planètes mineures (astéroïdes, centaures, objets transneptuniens et assimilés) non numérotées découvertes en décembre 2012 dans l'ordre de leur découverte.
Au 15 janvier 2025, 661 077 des 1 434 993 planètes mineures répertoriées par le Centre des planètes mineures ne sont pas encore numérotées, soit 46,07 %.

## Rappel concernant la désignation provisoire
La désignation provisoire indique l'ordre de découverte de ces objets. En effet, cette désignation est composée de l'année de découverte (par exemple 2012) suivie de la quinzaine (demi-mois) de découverte (p.e. A = 1-15 janvier) puis de l'ordre de découverte dans cette quinzaine. Cet ordre est indiqué par une lettre et éventuellement un chiffre comme suit : A pour la première découverte, B pour la deuxième, ..., Z pour la 25e (le I n'est pas utilisé pour éviter la confusion avec 1), A1 pour la 26e, B1 pour la 27e, etc. , Z1 pour la 50e, A2 pour la 51e, B2 pour la 52e, etc. L'ordre de la numérotation ne suit donc pas l'ordre alphanumérique. 2012 AA1 suit ainsi 2012 AZ et précède 2012 AB1.

## Liste

### Du1erau 15 décembre
- 2012 XA
- 2012 XB
- 2012 XC
- 2012 XD
- 2012 XF
- 2012 XG
- 2012 XH
- 2012 XK
- 2012 XT
- 2012 XV
- 2012 XA1
- 2012 XL1
- 2012 XS1
- 2012 XY1
- 2012 XZ1
- 2012 XA2
- 2012 XJ2
- 2012 XK2
- 2012 XN2
- 2012 XO2
- 2012 XP2
- 2012 XQ2
- 2012 XR2
- 2012 XZ2
- 2012 XA3
- 2012 XD3
- 2012 XP3
- 2012 XQ3
- 2012 XR3
- 2012 XS3
- 2012 XY3
- 2012 XZ3
- 2012 XC4
- 2012 XE4
- 2012 XG4
- 2012 XO4
- 2012 XS4
- 2012 XA5
- 2012 XB5
- 2012 XD5
- 2012 XK5
- 2012 XN5
- 2012 XP5
- 2012 XS5
- 2012 XA6
- 2012 XG6
- 2012 XK6
- 2012 XT6
- 2012 XU6
- 2012 XV6
- 2012 XY6
- 2012 XZ6
- 2012 XH7
- 2012 XT7
- 2012 XB8
- 2012 XD8
- 2012 XE8
- 2012 XF8
- 2012 XH8
- 2012 XJ8
- 2012 XL8
- 2012 XO8
- 2012 XQ8
- 2012 XX8
- 2012 XA9
- 2012 XD9
- 2012 XK9
- 2012 XO9
- 2012 XP9
- 2012 XS9
- 2012 XA10
- 2012 XH10
- 2012 XU10
- 2012 XV10
- 2012 XB11
- 2012 XG11
- 2012 XH11
- 2012 XJ11
- 2012 XA12
- 2012 XT12
- 2012 XU12
- 2012 XG13
- 2012 XJ13
- 2012 XL13
- 2012 XN13
- 2012 XQ13
- 2012 XT13
- 2012 XU13
- 2012 XF14
- 2012 XS14
- 2012 XV14
- 2012 XZ14
- 2012 XA15
- 2012 XB15
- 2012 XE15
- 2012 XK15
- 2012 XP15
- 2012 XS15
- 2012 XV15
- 2012 XY15
- 2012 XA16
- 2012 XB16
- 2012 XG16
- 2012 XH16
- 2012 XJ16
- 2012 XK16
- 2012 XL16
- 2012 XM16
- 2012 XO16
- 2012 XR16
- 2012 XS16
- 2012 XY16
- 2012 XF17
- 2012 XH17
- 2012 XT17
- 2012 XB18
- 2012 XD18
- 2012 XJ18
- 2012 XR18
- 2012 XX18
- 2012 XB19
- 2012 XC19
- 2012 XE19
- 2012 XJ19
- 2012 XN19
- 2012 XP19
- 2012 XV19
- 2012 XY19
- 2012 XQ20
- 2012 XV20
- 2012 XW20
- 2012 XZ20
- 2012 XE21
- 2012 XL21
- 2012 XY21
- 2012 XC22
- 2012 XE22
- 2012 XH22
- 2012 XK22
- 2012 XM22
- 2012 XO22
- 2012 XU22
- 2012 XB23
- 2012 XC23
- 2012 XE23
- 2012 XF23
- 2012 XH23
- 2012 XJ23
- 2012 XQ23
- 2012 XS23
- 2012 XT23
- 2012 XU23
- 2012 XV23
- 2012 XW23
- 2012 XE24
- 2012 XB25
- 2012 XC25
- 2012 XE25
- 2012 XK25
- 2012 XL25
- 2012 XN25
- 2012 XW25
- 2012 XY25
- 2012 XB27
- 2012 XL27
- 2012 XO27
- 2012 XQ27
- 2012 XT27
- 2012 XX27
- 2012 XB28
- 2012 XL28
- 2012 XM28
- 2012 XQ28
- 2012 XR28
- 2012 XW28
- 2012 XY28
- 2012 XA29
- 2012 XB29
- 2012 XK29
- 2012 XL29
- 2012 XP29
- 2012 XQ29
- 2012 XW29
- 2012 XD30
- 2012 XP30
- 2012 XU30
- 2012 XY30
- 2012 XA31
- 2012 XE31
- 2012 XH31
- 2012 XJ31
- 2012 XQ31
- 2012 XC32
- 2012 XG32
- 2012 XL32
- 2012 XP32
- 2012 XQ32
- 2012 XW32
- 2012 XY32
- 2012 XC33
- 2012 XE33
- 2012 XF33
- 2012 XK33
- 2012 XN33
- 2012 XS33
- 2012 XT33
- 2012 XB34
- 2012 XE34
- 2012 XG34
- 2012 XP34
- 2012 XK35
- 2012 XN35
- 2012 XR35
- 2012 XV35
- 2012 XW35
- 2012 XC36
- 2012 XX36
- 2012 XZ36
- 2012 XL37
- 2012 XM37
- 2012 XY37
- 2012 XD38
- 2012 XE38
- 2012 XH38
- 2012 XL38
- 2012 XN38
- 2012 XR38
- 2012 XT38
- 2012 XL39
- 2012 XN39
- 2012 XV39
- 2012 XC40
- 2012 XP40
- 2012 XD41
- 2012 XQ41
- 2012 XZ41
- 2012 XH42
- 2012 XV43
- 2012 XX43
- 2012 XY43
- 2012 XD44
- 2012 XG44
- 2012 XS44
- 2012 XU44
- 2012 XW44
- 2012 XU45
- 2012 XB46
- 2012 XC46
- 2012 XD46
- 2012 XE46
- 2012 XJ46
- 2012 XR46
- 2012 XP47
- 2012 XV47
- 2012 XY47
- 2012 XH48
- 2012 XJ48
- 2012 XT48
- 2012 XA49
- 2012 XB49
- 2012 XF49
- 2012 XX49
- 2012 XY49
- 2012 XC50
- 2012 XL50
- 2012 XM50
- 2012 XN50
- 2012 XO50
- 2012 XT50
- 2012 XE51
- 2012 XG51
- 2012 XR51
- 2012 XX51
- 2012 XS53
- 2012 XU53
- 2012 XV53
- 2012 XC54
- 2012 XD54
- 2012 XE54
- 2012 XF54
- 2012 XH54
- 2012 XK54
- 2012 XQ54
- 2012 XR54
- 2012 XX54
- 2012 XY54
- 2012 XZ54
- 2012 XA55
- 2012 XC55
- 2012 XD55
- 2012 XE55
- 2012 XF55
- 2012 XG55
- 2012 XH55
- 2012 XJ55
- 2012 XK55
- 2012 XL55
- 2012 XM55
- 2012 XN55
- 2012 XO55
- 2012 XP55
- 2012 XQ55
- 2012 XU55
- 2012 XZ55
- 2012 XC56
- 2012 XH56
- 2012 XU56
- 2012 XV56
- 2012 XY56
- 2012 XZ56
- 2012 XE57
- 2012 XA58
- 2012 XC58
- 2012 XE58
- 2012 XF58
- 2012 XH58
- 2012 XK58
- 2012 XL58
- 2012 XM58
- 2012 XP58
- 2012 XQ58
- 2012 XS58
- 2012 XT58
- 2012 XB59
- 2012 XD59
- 2012 XL59
- 2012 XX59
- 2012 XZ59
- 2012 XA60
- 2012 XB60
- 2012 XF60
- 2012 XU60
- 2012 XW60
- 2012 XF61
- 2012 XG61
- 2012 XH61
- 2012 XK61
- 2012 XP61
- 2012 XS61
- 2012 XT61
- 2012 XV61
- 2012 XC62
- 2012 XM62
- 2012 XQ62
- 2012 XY62
- 2012 XC63
- 2012 XJ63
- 2012 XO63
- 2012 XS63
- 2012 XX63
- 2012 XY63
- 2012 XC64
- 2012 XF64
- 2012 XQ64
- 2012 XR64
- 2012 XZ64
- 2012 XF65
- 2012 XJ65
- 2012 XK65
- 2012 XQ65
- 2012 XT65
- 2012 XX65
- 2012 XE66
- 2012 XF66
- 2012 XK66
- 2012 XN66
- 2012 XQ66
- 2012 XQ67
- 2012 XY67
- 2012 XA68
- 2012 XH68
- 2012 XR68
- 2012 XY68
- 2012 XE69
- 2012 XL69
- 2012 XM69
- 2012 XA70
- 2012 XB70
- 2012 XK70
- 2012 XN70
- 2012 XT70
- 2012 XU70
- 2012 XS71
- 2012 XT71
- 2012 XZ71
- 2012 XC72
- 2012 XH72
- 2012 XL72
- 2012 XM72
- 2012 XQ72
- 2012 XV72
- 2012 XD73
- 2012 XG73
- 2012 XK73
- 2012 XL73
- 2012 XM73
- 2012 XQ73
- 2012 XS73
- 2012 XU73
- 2012 XV73
- 2012 XX73
- 2012 XZ73
- 2012 XC74
- 2012 XF74
- 2012 XH74
- 2012 XJ74
- 2012 XL74
- 2012 XN74
- 2012 XP74
- 2012 XW74
- 2012 XY74
- 2012 XG75
- 2012 XL75
- 2012 XM75
- 2012 XP75
- 2012 XQ75
- 2012 XR75
- 2012 XS75
- 2012 XA76
- 2012 XJ76
- 2012 XK76
- 2012 XS76
- 2012 XX76
- 2012 XY76
- 2012 XG77
- 2012 XN77
- 2012 XO77
- 2012 XP77
- 2012 XA78
- 2012 XB78
- 2012 XC78
- 2012 XH78
- 2012 XN78
- 2012 XX78
- 2012 XZ78
- 2012 XB79
- 2012 XJ79
- 2012 XL79
- 2012 XP79
- 2012 XQ79
- 2012 XU79
- 2012 XY79
- 2012 XQ80
- 2012 XR80
- 2012 XV80
- 2012 XY80
- 2012 XD81
- 2012 XK81
- 2012 XL81
- 2012 XM81
- 2012 XO81
- 2012 XP81
- 2012 XR81
- 2012 XU81
- 2012 XW81
- 2012 XX81
- 2012 XY81
- 2012 XA82
- 2012 XH82
- 2012 XN82
- 2012 XW82
- 2012 XX82
- 2012 XY82
- 2012 XD83
- 2012 XE83
- 2012 XJ83
- 2012 XK83
- 2012 XV83
- 2012 XM84
- 2012 XV84
- 2012 XZ84
- 2012 XF85
- 2012 XL85
- 2012 XR85
- 2012 XV85
- 2012 XW85
- 2012 XZ85
- 2012 XO86
- 2012 XU86
- 2012 XW86
- 2012 XY86
- 2012 XJ87
- 2012 XP87
- 2012 XR87
- 2012 XV87
- 2012 XZ87
- 2012 XA88
- 2012 XB88
- 2012 XD88
- 2012 XE88
- 2012 XG88
- 2012 XH88
- 2012 XJ88
- 2012 XK88
- 2012 XL88
- 2012 XM88
- 2012 XO88
- 2012 XQ88
- 2012 XT88
- 2012 XX88
- 2012 XY88
- 2012 XZ88
- 2012 XJ89
- 2012 XO89
- 2012 XP89
- 2012 XQ89
- 2012 XW89
- 2012 XC90
- 2012 XF90
- 2012 XJ90
- 2012 XO90
- 2012 XQ90
- 2012 XU90
- 2012 XW90
- 2012 XG91
- 2012 XL91
- 2012 XO91
- 2012 XQ91
- 2012 XT91
- 2012 XW91
- 2012 XX91
- 2012 XA92
- 2012 XD92
- 2012 XE92
- 2012 XF92
- 2012 XK92
- 2012 XL92
- 2012 XQ92
- 2012 XS92
- 2012 XU92
- 2012 XY92
- 2012 XZ92
- 2012 XG93
- 2012 XO93
- 2012 XQ93
- 2012 XR93
- 2012 XS93
- 2012 XT93
- 2012 XW93
- 2012 XF94
- 2012 XG94
- 2012 XM94
- 2012 XY94
- 2012 XD95
- 2012 XR95
- 2012 XX95
- 2012 XC96
- 2012 XN96
- 2012 XR96
- 2012 XS96
- 2012 XY96
- 2012 XD97
- 2012 XM97
- 2012 XP97
- 2012 XA98
- 2012 XE98
- 2012 XS98
- 2012 XY98
- 2012 XC99
- 2012 XD99
- 2012 XE99
- 2012 XK99
- 2012 XL99
- 2012 XO99
- 2012 XQ99
- 2012 XS99
- 2012 XX99
- 2012 XB100
- 2012 XD100
- 2012 XH100
- 2012 XJ100
- 2012 XO100
- 2012 XQ100
- 2012 XX101
- 2012 XY101
- 2012 XG102
- 2012 XL102
- 2012 XR102
- 2012 XU102
- 2012 XW102
- 2012 XA103
- 2012 XF103
- 2012 XM103
- 2012 XN103
- 2012 XY103
- 2012 XZ103
- 2012 XL104
- 2012 XR104
- 2012 XZ104
- 2012 XB105
- 2012 XE105
- 2012 XJ105
- 2012 XN105
- 2012 XY105
- 2012 XD106
- 2012 XQ106
- 2012 XU107
- 2012 XV107
- 2012 XZ107
- 2012 XE108
- 2012 XK108
- 2012 XP108
- 2012 XU108
- 2012 XX108
- 2012 XC109
- 2012 XF109
- 2012 XH109
- 2012 XL109
- 2012 XM109
- 2012 XR109
- 2012 XS109
- 2012 XT109
- 2012 XW109
- 2012 XY109
- 2012 XD110
- 2012 XH110
- 2012 XL110
- 2012 XE111
- 2012 XF111
- 2012 XJ111
- 2012 XO111
- 2012 XP111
- 2012 XQ111
- 2012 XR111
- 2012 XS111
- 2012 XT111
- 2012 XX111
- 2012 XB112
- 2012 XC112
- 2012 XE112
- 2012 XF112
- 2012 XH112
- 2012 XJ112
- 2012 XK112
- 2012 XL112
- 2012 XN112
- 2012 XO112
- 2012 XR112
- 2012 XX112
- 2012 XC113
- 2012 XD113
- 2012 XG113
- 2012 XH113
- 2012 XK113
- 2012 XL113
- 2012 XP113
- 2012 XY113
- 2012 XA114
- 2012 XN114
- 2012 XB115
- 2012 XE115
- 2012 XF115
- 2012 XC116
- 2012 XT117
- 2012 XS118
- 2012 XY118
- 2012 XZ118
- 2012 XT120
- 2012 XV120
- 2012 XF121
- 2012 XO121
- 2012 XP121
- 2012 XQ121
- 2012 XU121
- 2012 XV121
- 2012 XX121
- 2012 XD122
- 2012 XP122
- 2012 XX122
- 2012 XO123
- 2012 XQ123
- 2012 XU123
- 2012 XZ123
- 2012 XF124
- 2012 XG124
- 2012 XQ124
- 2012 XU124
- 2012 XY124
- 2012 XE125
- 2012 XK125
- 2012 XU125
- 2012 XC126
- 2012 XE126
- 2012 XF126
- 2012 XM126
- 2012 XO126
- 2012 XP126
- 2012 XS126
- 2012 XV126
- 2012 XX126
- 2012 XY126
- 2012 XB127
- 2012 XP127
- 2012 XW127
- 2012 XX127
- 2012 XA128
- 2012 XS128
- 2012 XH129
- 2012 XN129
- 2012 XP129
- 2012 XA130
- 2012 XE130
- 2012 XF130
- 2012 XN130
- 2012 XQ130
- 2012 XU130
- 2012 XL131
- 2012 XM131
- 2012 XR131
- 2012 XS131
- 2012 XV131
- 2012 XZ131
- 2012 XA132
- 2012 XE132
- 2012 XG132
- 2012 XJ132
- 2012 XK132
- 2012 XM132
- 2012 XN132
- 2012 XT132
- 2012 XU132
- 2012 XV132
- 2012 XX132
- 2012 XZ132
- 2012 XA133
- 2012 XB133
- 2012 XC133
- 2012 XD133
- 2012 XE133
- 2012 XF133
- 2012 XG133
- 2012 XH133
- 2012 XJ134
- 2012 XK134
- 2012 XL134
- 2012 XM134
- 2012 XN134
- 2012 XO134
- 2012 XP134
- 2012 XT134
- 2012 XY134
- 2012 XC135
- 2012 XS135
- 2012 XT135
- 2012 XD136
- 2012 XL136
- 2012 XS136
- 2012 XE137
- 2012 XJ137
- 2012 XQ138
- 2012 XR139
- 2012 XW139
- 2012 XD140
- 2012 XH140
- 2012 XO140
- 2012 XX140
- 2012 XY140
- 2012 XZ140
- 2012 XE141
- 2012 XH141
- 2012 XS141
- 2012 XU141
- 2012 XD142
- 2012 XO142
- 2012 XU142
- 2012 XG143
- 2012 XL143
- 2012 XM143
- 2012 XR143
- 2012 XW143
- 2012 XB144
- 2012 XL144
- 2012 XW144
- 2012 XK145
- 2012 XL145
- 2012 XM145
- 2012 XP145
- 2012 XA147
- 2012 XH147
- 2012 XL147
- 2012 XR147
- 2012 XT147
- 2012 XB148
- 2012 XU148
- 2012 XW148
- 2012 XD149
- 2012 XJ149
- 2012 XK149
- 2012 XA150
- 2012 XB150
- 2012 XM150
- 2012 XF151
- 2012 XN152
- 2012 XW152
- 2012 XY152
- 2012 XP153
- 2012 XT153
- 2012 XU154
- 2012 XV154
- 2012 XA155
- 2012 XH155
- 2012 XJ155
- 2012 XK155
- 2012 XN155
- 2012 XQ155
- 2012 XX155
- 2012 XZ155
- 2012 XE156
- 2012 XV156
- 2012 XJ157
- 2012 XL158
- 2012 XW158
- 2012 XE159
- 2012 XW159
- 2012 XB160
- 2012 XG160
- 2012 XR160
- 2012 XW160
- 2012 XX160
- 2012 XY160
- 2012 XA161
- 2012 XB161
- 2012 XE161
- 2012 XF161
- 2012 XH161
- 2012 XN161
- 2012 XO161
- 2012 XR161
- 2012 XT161
- 2012 XW161
- 2012 XF162
- 2012 XH162
- 2012 XK162
- 2012 XP162
- 2012 XR162
- 2012 XS162
- 2012 XU162
- 2012 XV162
- 2012 XW162
- 2012 XX162
- 2012 XB163
- 2012 XC163
- 2012 XD163
- 2012 XE163
- 2012 XF163
- 2012 XG163
- 2012 XH163
- 2012 XK163
- 2012 XM163
- 2012 XN163
- 2012 XO163
- 2012 XP163
- 2012 XQ163
- 2012 XT163
- 2012 XU163
- 2012 XV163
- 2012 XW163
- 2012 XX163
- 2012 XY163
- 2012 XZ163
- 2012 XA164
- 2012 XC164
- 2012 XD164
- 2012 XE164
- 2012 XF164
- 2012 XG164
- 2012 XH164
- 2012 XK164
- 2012 XL164
- 2012 XM164
- 2012 XN164
- 2012 XO164
- 2012 XP164
- 2012 XQ164
- 2012 XR164
- 2012 XS164
- 2012 XT164
- 2012 XU164
- 2012 XW164
- 2012 XX164
- 2012 XY164
- 2012 XZ164
- 2012 XA165
- 2012 XB165
- 2012 XC165
- 2012 XD165
- 2012 XE165
- 2012 XH165
- 2012 XO165
- 2012 XP165
- 2012 XV165
- 2012 XY165
- 2012 XZ165
- 2012 XB166
- 2012 XC166
- 2012 XE166
- 2012 XJ166
- 2012 XK166
- 2012 XL166
- 2012 XM166
- 2012 XN166
- 2012 XP166
- 2012 XQ166
- 2012 XR166
- 2012 XU166
- 2012 XV166
- 2012 XW166
- 2012 XD167
- 2012 XE167
- 2012 XG167
- 2012 XK167
- 2012 XM167
- 2012 XN167
- 2012 XP167
- 2012 XQ167
- 2012 XR167
- 2012 XS167
- 2012 XU167
- 2012 XW167
- 2012 XX167
- 2012 XY167
- 2012 XA168
- 2012 XG168
- 2012 XJ168
- 2012 XP168
- 2012 XQ168
- 2012 XY168
- 2012 XA169
- 2012 XB169
- 2012 XC169
- 2012 XE169
- 2012 XP169
- 2012 XS169
- 2012 XU169
- 2012 XW169
- 2012 XX169
- 2012 XY169
- 2012 XA170
- 2012 XD170
- 2012 XG170
- 2012 XH170
- 2012 XJ170
- 2012 XK170
- 2012 XN170
- 2012 XO170
- 2012 XP170
- 2012 XS170
- 2012 XT170
- 2012 XU170
- 2012 XC171
- 2012 XD171
- 2012 XE171
- 2012 XF171
- 2012 XG171
- 2012 XJ171
- 2012 XL171
- 2012 XO171
- 2012 XV171
- 2012 XW171
- 2012 XY171
- 2012 XA172
- 2012 XB172
- 2012 XE172
- 2012 XF172
- 2012 XG172
- 2012 XH172
- 2012 XL172
- 2012 XQ172
- 2012 XT172
- 2012 XU172
- 2012 XV172
- 2012 XH173
- 2012 XJ173
- 2012 XK173
- 2012 XL173
- 2012 XM173
- 2012 XO173
- 2012 XP173
- 2012 XQ173
- 2012 XS173
- 2012 XU173
- 2012 XV173
- 2012 XW173
- 2012 XX173
- 2012 XY173
- 2012 XZ173
- 2012 XB174
- 2012 XC174
- 2012 XD174
- 2012 XE174
- 2012 XG174
- 2012 XH174
- 2012 XQ174
- 2012 XT174
- 2012 XE175
- 2012 XF175
- 2012 XG175
- 2012 XH175
- 2012 XJ175
- 2012 XK175
- 2012 XL175
- 2012 XO175
- 2012 XT175
- 2012 XU175
- 2012 XV175
- 2012 XW175
- 2012 XX175
- 2012 XV176
- 2012 XW176
- 2012 XZ176
- 2012 XA177
- 2012 XC177
- 2012 XD177
- 2012 XE177
- 2012 XF177
- 2012 XH177
- 2012 XL177
- 2012 XM177
- 2012 XO177
- 2012 XP177
- 2012 XT177
- 2012 XU177
- 2012 XV177
- 2012 XW177
- 2012 XA178
- 2012 XB178
- 2012 XC178
- 2012 XD178
- 2012 XE178
- 2012 XF178
- 2012 XG178
- 2012 XH178
- 2012 XJ178
- 2012 XL178
- 2012 XN178
- 2012 XO178
- 2012 XQ178
- 2012 XS178
- 2012 XT178
- 2012 XU178
- 2012 XW178
- 2012 XZ178
- 2012 XD179
- 2012 XE179
- 2012 XF179
- 2012 XH179
- 2012 XL179
- 2012 XM179
- 2012 XN179
- 2012 XP179
- 2012 XQ179
- 2012 XS179
- 2012 XT179
- 2012 XV179
- 2012 XX179
- 2012 XY179
- 2012 XZ179
- 2012 XB180
- 2012 XD180
- 2012 XF180
- 2012 XG180
- 2012 XH180
- 2012 XJ180
- 2012 XK180
- 2012 XL180
- 2012 XM180
- 2012 XN180
- 2012 XO180
- 2012 XP180
- 2012 XQ180
- 2012 XR180
- 2012 XS180
- 2012 XT180
- 2012 XU180
- 2012 XV180
- 2012 XW180
- 2012 XX180
- 2012 XZ180
- 2012 XA181
- 2012 XC181
- 2012 XD181
- 2012 XE181
- 2012 XF181
- 2012 XG181
- 2012 XH181
- 2012 XJ181
- 2012 XK181
- 2012 XL181
- 2012 XM181
- 2012 XN181
- 2012 XO181
- 2012 XQ181
- 2012 XS181
- 2012 XT181
- 2012 XU181
- 2012 XZ181
- 2012 XA182
- 2012 XB182
- 2012 XC182
- 2012 XD182
- 2012 XE182
- 2012 XF182
- 2012 XH182
- 2012 XJ182
- 2012 XK182
- 2012 XM182
- 2012 XN182
- 2012 XR182
- 2012 XT182
- 2012 XV182
- 2012 XX182
- 2012 XY182
- 2012 XA183
- 2012 XB183
- 2012 XC183
- 2012 XD183
- 2012 XF183
- 2012 XH183
- 2012 XJ183
- 2012 XL183
- 2012 XM183
- 2012 XO183
- 2012 XP183
- 2012 XR183
- 2012 XS183
- 2012 XU183
- 2012 XV183
- 2012 XW183
- 2012 XX183
- 2012 XY183
- 2012 XZ183
- 2012 XB184
- 2012 XC184
- 2012 XD184
- 2012 XE184
- 2012 XF184
- 2012 XG184
- 2012 XH184

### Du 16 au 31 décembre
- 2012 YA
- 2012 YJ
- 2012 YK
- 2012 YL
- 2012 YQ
- 2012 YL1
- 2012 YN1
- 2012 YO1
- 2012 YR1
- 2012 YS1
- 2012 YT1
- 2012 YB2
- 2012 YM2
- 2012 YP2
- 2012 YV2
- 2012 YA3
- 2012 YC3
- 2012 YG3
- 2012 YM3
- 2012 YN3
- 2012 YO3
- 2012 YP3
- 2012 YQ3
- 2012 YR3
- 2012 YS3
- 2012 YZ3
- 2012 YA4
- 2012 YD4
- 2012 YJ4
- 2012 YO4
- 2012 YX4
- 2012 YA5
- 2012 YC5
- 2012 YD5
- 2012 YE5
- 2012 YL5
- 2012 YM5
- 2012 YN5
- 2012 YT5
- 2012 YV5
- 2012 YC6
- 2012 YN6
- 2012 YO6
- 2012 YP6
- 2012 YX6
- 2012 YY6
- 2012 YC7
- 2012 YD7
- 2012 YF7
- 2012 YG7
- 2012 YH7
- 2012 YJ7
- 2012 YK7
- 2012 YL7
- 2012 YT7
- 2012 YU7
- 2012 YW7
- 2012 YZ7
- 2012 YE8
- 2012 YF8
- 2012 YJ8
- 2012 YK8
- 2012 YM8
- 2012 YR8
- 2012 YZ8
- 2012 YO9
- 2012 YU9
- 2012 YW9
- 2012 YX9
- 2012 YT10
- 2012 YB11
- 2012 YH11
- 2012 YO11
- 2012 YP11
- 2012 YR11
- 2012 YS11
- 2012 YA12
- 2012 YE12
- 2012 YF12
- 2012 YG12
- 2012 YO12
- 2012 YS12
- 2012 YV12
- 2012 YW12
- 2012 YZ12
- 2012 YC13
- 2012 YD13
- 2012 YF13
- 2012 YG13
- 2012 YK13
- 2012 YL13
- 2012 YM13
- 2012 YR13
- 2012 YT13
- 2012 YU13
- 2012 YV13
- 2012 YW13
- 2012 YX13
- 2012 YZ13
- 2012 YA14
- 2012 YB14
- 2012 YC14
- 2012 YD14
- 2012 YE14
- 2012 YF14
- 2012 YG14
- 2012 YK14
- 2012 YL14
- 2012 YM14
- 2012 YN14
- 2012 YO14
- 2012 YP14
- 2012 YQ14
- 2012 YS14
- 2012 YT14
- 2012 YU14
- 2012 YW14
- 2012 YX14
- 2012 YY14
- 2012 YZ14
- 2012 YA15
- 2012 YC15
- 2012 YD15
- 2012 YF15
- 2012 YL15
- 2012 YM15
- 2012 YN15
- 2012 YO15
- 2012 YR15
- 2012 YT15
- 2012 YU15
- 2012 YB16
- 2012 YE16
- 2012 YG16
- 2012 YH16
- 2012 YO16
- 2012 YQ16
- 2012 YR16
- 2012 YT16
- 2012 YU16
- 2012 YW16
- 2012 YX16
- 2012 YB17
- 2012 YF17
- 2012 YG17
- 2012 YH17
- 2012 YQ17
- 2012 YS17
- 2012 YW17
- 2012 YE18
- 2012 YH18
- 2012 YJ18
- 2012 YL18
- 2012 YO18
- 2012 YP18
- 2012 YS18
- 2012 YT18
- 2012 YU18
- 2012 YV18
- 2012 YW18
- 2012 YX18
- 2012 YY18
- 2012 YZ18
- 2012 YB19
- 2012 YE19
- 2012 YG19
- 2012 YJ19
- 2012 YK19
- 2012 YL19
- 2012 YM19
- 2012 YN19
- 2012 YP19
- 2012 YR19
- 2012 YS19
- 2012 YT19
- 2012 YU19
- 2012 YW19
- 2012 YZ19
- 2012 YB20
- 2012 YD20
- 2012 YE20
- 2012 YF20
- 2012 YG20
- 2012 YH20
- 2012 YK20
- 2012 YL20
- 2012 YO20
- 2012 YP20
- 2012 YQ20
- 2012 YS20
- 2012 YT20
- 2012 YU20
- 2012 YX20
- 2012 YY20
- 2012 YA21
- 2012 YB21
- 2012 YD21
- 2012 YF21
- 2012 YK21
- 2012 YL21
- 2012 YN21
- 2012 YO21
- 2012 YP21
- 2012 YQ21
- 2012 YR21
- 2012 YT21
- 2012 YU21
- 2012 YZ21
- 2012 YA22
- 2012 YB22
- 2012 YF22
- 2012 YG22
- 2012 YJ22
- 2012 YL22
- 2012 YM22
- 2012 YN22
- 2012 YR22
- 2012 YS22
- 2012 YV22
- 2012 YW22
- 2012 YX22
- 2012 YY22
- 2012 YZ22
- 2012 YC23
- 2012 YF23
- 2012 YG23
- 2012 YH23
- 2012 YJ23
- 2012 YK23
- 2012 YL23
- 2012 YN23
- 2012 YP23
- 2012 YQ23
- 2012 YT23
- 2012 YU23
- 2012 YV23
- 2012 YX23
- 2012 YY23
- 2012 YZ23
- 2012 YA24
- 2012 YC24
- 2012 YE24
- 2012 YG24
- 2012 YH24
- 2012 YL24
- 2012 YN24
- 2012 YO24
- 2012 YP24
- 2012 YR24
- 2012 YS24
- 2012 YU24
- 2012 YV24
- 2012 YW24
- 2012 YX24
- 2012 YY24
- 2012 YZ24
- 2012 YA25
- 2012 YB25
- 2012 YD25
- 2012 YE25
- 2012 YF25
- 2012 YG25
- 2012 YH25
- 2012 YL25
- 2012 YO25
- 2012 YP25
- 2012 YR25
- 2012 YT25
- 2012 YU25
- 2012 YV25
- 2012 YX25
- 2012 YY25
- 2012 YZ25
- 2012 YA26
- 2012 YB26
- 2012 YD26
- 2012 YE26
- 2012 YH26
- 2012 YJ26
- 2012 YK26
- 2012 YL26
- 2012 YO26
- 2012 YP26
- 2012 YQ26
- 2012 YR26
- 2012 YT26
- 2012 YV26
- 2012 YW26
- 2012 YX26
- 2012 YY26
- 2012 YZ26
- 2012 YA27
- 2012 YB27
- 2012 YC27
- 2012 YE27
- 2012 YF27
- 2012 YG27
- 2012 YM27
- 2012 YN27
- 2012 YP27
- 2012 YQ27
- 2012 YR27
- 2012 YS27
- 2012 YT27
- 2012 YU27
- 2012 YV27
- 2012 YW27
- 2012 YY27
- 2012 YB28
- 2012 YD28
- 2012 YE28
- 2012 YF28
- 2012 YH28
- 2012 YJ28
- 2012 YK28
- 2012 YL28
- 2012 YM28
- 2012 YN28
- 2012 YO28
- 2012 YP28
- 2012 YQ28
- 2012 YR28
- 2012 YS28
- 2012 YT28
- 2012 YV28
- 2012 YW28
- 2012 YX28
- 2012 YY28
- 2012 YZ28
- 2012 YA29
- 2012 YB29
- 2012 YC29
- 2012 YD29
- 2012 YE29
- 2012 YF29
- 2012 YG29
- 2012 YH29
- 2012 YJ29
- 2012 YK29
- 2012 YL29
- 2012 YM29
- 2012 YN29
- 2012 YO29
- 2012 YP29
- 2012 YQ29
- 2012 YR29
- 2012 YS29
- 2012 YT29
- 2012 YU29
- 2012 YV29
- 2012 YW29
- 2012 YX29
- 2012 YY29
- 2012 YZ29